# Mediæval Bæbes
Las Mediæval Bæbes son un conjunto musical británico fundado en 1996 por Dorothy Carter y Katharine Blake. Incluía a algunas de las compañeras de Blake de la banda Miranda Sex Garden, así como a otras amigas que compartían su amor por la música medieval. Los miembros cambiaban a menudo de un álbum a otro, y varía de seis a doce miembros. En 2010, el grupo había vendido unos 500.000 discos en todo el mundo, siendo el más exitoso Worldes Blysse con 250.000 copias vendidas.

## Música
El primer álbum de las Mediæval Bæbes, Salva Nos (1997), alcanzó el número dos en las listas clásicas especializadas del Reino Unido, y fue disco de plata el 15 de mayo de 1998. Los álbumes posteriores incluyen Worldes Blysse (que fue al No. 1[cita requerida] ), Undrentide, (coproducido por John Cale), The Rose, (producido por Toby Wood) y el álbum de temática navideña Mistletoe and Wine.
Mirabilis (2005) se lanzó en un concierto y fiesta en Londres, en agosto de 2005. En julio de 2006 se lanzó un DVD homónimo. Los primeros 300 pedidos anticipados fueron autografiados por la banda y recibieron una mención especial en los créditos del DVD.
Un álbum en vivo fue lanzado el 25 de noviembre de 2006 y con dos nuevas pistas de estudio.
Cada álbum presenta canciones y poesía tradicionales medievales con música, en su mayoría arregladas por Blake especialmente para el grupo, junto con un número variable de composiciones originales. Cantan en una variedad de idiomas, incluyendo latín, inglés medio, francés, italiano, ruso, sueco, escocés, alemán, gaélico de la Isla de Man, español, galés, bávaro, provenzal, irlandés, inglés moderno y de Cornualles . Sus voces están respaldadas por instrumentos medievales, incluida la flauta dulce y la cítara, tocadas por las cantantes o compañeras músicas.
Las piezas musicales de las Mediæval Bæbes abarcan desde temas muy tradicionales, como su versión de " Coventry Carol " en Salva Nos, hasta canciones que parecen tradicionales pero son mucho más modernas, como su interpretación de "Summerisle", una canción escrita para la película de culto de Robin Hardy de 1973 The Wicker Man. John Cale agregó instrumentos no medievales, incluido el saxofón y la guitarra eléctrica, a algunos de los arreglos de Undrentide, aunque con los álbumes posteriores la banda volvió a los instrumentos más tradicionales. Sin embargo, incluso con estos instrumentos, el estilo actual de la banda es bastante diferente al de grupos de interpretación historicista medieval, ya que muestra una influencia moderna significativa; esta yuxtaposición es evidente en el álbum Illumination (2009) producido por KK (Kevin Kerrigan).

## Colaboraciones
En 2005, las Mediæval Bæbes contribuyeron con su música a la banda sonora del drama de época de la cadena de televisión BBC The Virgin Queen, que retrata la vida de Isabel I de Inglaterra, incluida la música inicial, que es un poema escrito por Isabel con música de Blake.
Las Mediæval Bæbes proporcionaron la pista vocal y protagonizaron el vídeo de la pieza deDelerium "Aria"; las voces son una versión adaptada de las voces de "All Turns to Yesterday" de Worldes Blysse . También aparecen en dos pistas del álbum de 2006 de Delerium, Nuages du Monde: "Extollere" y "Sister Sojourn Ghost".
En 2016, el grupo interpretó el tema principal de la serie de televisión de ITV Victoria, interpretando la composición de Martin Phipps.

## Miembros
Una de las intérpretes fundadoras del grupo, Dorothy Carter, murió de un derrame cerebral en 2003 a la edad de 68 años. Además de tocar el autoarpa, la zanfona y el dulcémele con el grupo, interpretó la voz principal en "So Spricht Das Leben" (Worldes Blysse) y "L'Amour de Moi" (The Rose).
Emily Ovenden es hija de los artistas Graham Ovenden y Annie Ovenden. Nació y creció en Cornwall y ahora vive en Londres . Actuó como corista en The Power Within  y Reaching into Infinity de DragonForce. También es miembro fundadora y ex vocalista principal de la banda inglesa de metal gótico Pythia. Emily dejó el grupo a principios de 2016.
Marie Findley también es crítica de cine y guionista de televisión para programas como Smack the Pony y The Ant & Dec Show. Ella fue la protagonista (usando el nombre de Tulip Junkie) en la película de Ken Russell The Fall of the Louse of Usher. Marie dejó el grupo en marzo de 2007.
Maple Bee (también conocida como Melanie Garside) es la cantante del dúo electrónico Huski y la hermana menor de KatieJane Garside, cantante de la banda de rock con sede en Londres Queenadreena.
16 de mayo de 2007 - Audrey Evans y Maple Bee dejaron el grupo por compromisos familiares y profesionales y Cylindra Sapphire dimitió para seguir un camino musical diferente.
22 de julio de 2009 - Claire Rabbitt dejó las Mediæval Bæbes. Sarah Kayte Foster pasó a reemplazarla.
El 19 de diciembre de 2016, Mediæval Bæbes realizó un concierto en el Tabernacle, Notting Hill en Londres para celebrar su 20 aniversario como banda. Diecisiete de los miembros pasados y presentes se reunieron en el escenario para interpretar algunas canciones.
En 2017, Sophia Halberstam se unió como vocalista en calidad de alta soprano.

## Discografía

### Estudio
- 1997 Salva Nos[6]
- 1998 Worldes Blysse[6]
- 2000 Undrentide[6]
- 2002 The Rose[6]
- 2005 Mirabilis
- 2008 Illumination
- 2012 The Huntress
- 2013 Of Kings and Angels
- 2019 A Pocketful of Posies[10]
- 2020 Prayers of the Rosary
- 2022 MydWynter

### En directo
- 2006 Live (incluye dos nuevas pistas de estudio; se vende solo en el sitio web oficial y en conciertos)
- 2010 Temptation

### Recopilaciones y bandas sonoras
- 1999 The Best of the Mediæval Bæbes (este título está ausente en el sitio web de Mediæval Bæbes, y comentan que Mistletoe and Wine es 'la única compilación respaldada por Mediæval Bæbes')
- 2003 Mistletoe and Wine (una colección de música relacionada con la Navidad de álbumes anteriores, más dos canciones nuevas y dos canciones regrabadas)
- 2006 The Virgin Queen - Música de la serie de televisión original (álbum de la banda sonora de Martin Phipps, con Mediæval Bæbes)
- 2012 Devotion (una colección de pistas devocionales de álbumes anteriores remezcladas y remasterizadas, más una canción nueva; se vende solo en el sitio web oficial y en conciertos)
- 2017 Victoria (álbum de la banda sonora de Martin Phipps y Ruth Barrett, con Mediæval Bæbes; lanzamiento solo digital)
- 2017 "Victoriana"